# Pseudaulacaspis brideliae
Pseudaulacaspis brideliae är en insektsart som först beskrevs av Takahashi 1933.  Pseudaulacaspis brideliae ingår i släktet Pseudaulacaspis och familjen pansarsköldlöss.
Artens utbredningsområde är Taiwan. Inga underarter finns listade i Catalogue of Life.